# Фролов, Валерий Петрович (футболист)
Валерий Петрович Фролов (10 августа 1949, Ярославль, СССР) — советский футболист, нападающий, ныне занимающий пост генерального директора футбольного клуба «Шинник» (Ярославль).

## Карьера
Воспитанник группы подготовки при команде мастеров «Шинник». Долгое время играл за ярославскую команду. В 1971—1972 гг. выступал за московское «ЦСКА». За «армейцев» Фролов играл в Кубке европейских чемпионов против турецкого «Галатасарая» и бельгийского «Стандарта».
16 сентября 1975 года, выступая за «Шинник», нападающий в течение 7 минут оформил хет-трик в матче с «Алгой» из Фрунзе.
После завершения карьеры, в течение долгих лет, Валерий Фролов занимал административные и руководящие должности в «Шиннике». С 1983 по 1989 гг. входил в его тренерский штаб. Дважды по ходу сезона возглавлял команду в Премьер-Лиге: в 1992 и 2004 гг.
С 2013 года — генеральный директор «Шинника». Аналогичную должность он занимал ранее в 2002—2003 гг.